# Exodus (album Exo)
EXODUS – drugi album studyjny grupy EXO, wydany 30 marca 2015 roku przez wytwórnię SM Entertainment. Ukazał się w dwóch wersjach językowych: edycji koreańskiej i mandaryńskiej. Jest to pierwsze wydawnictwo zespołu po pozwie Krisa i Luhana, promowane tylko przez dziesięciu członków. Głównym singlem albumu jest piosenka „Call Me Baby”.
Album został poszerzony o cztery nowe utwory i wydany ponownie 3 czerwca 2015 roku pod nowym tytułem Love Me Right. Płytę promował singel o tym samym tytule.
Album EXODUS sprzedał się w ilości 760 176 egzemplarzy, a Love Me Right sprzedał się w ilości 451 061 egzemplarzy (stan na grudzień 2015 r.).

## Lista utworów

### EXODUS
| CD (wer. kor.)  |                                                                               |                                                         |                                                                           |      |
| Nr              | Tytuł                                                                         | Słowa                                                   | Kompozycja                                                                | Czas |
| 1.              | "Call Me Baby"                                                                | Jo Yoon-kyung, January 8th (Jam Factory), Kim Dong-hyun | Teddy Riley, DOM, Lee Hyun-seung, J.SOL, Dantae Johnson                   | 3:31 |
| 2.              | "Transformer"                                                                 | Kenzie                                                  | Kenzie, Jonathan Yip, Jeremy Reeves, Ray Romulus, Ray McCullough          | 3:47 |
| 3.              | "Siseon Dul, Siseon Hana (What If...)" (kor. 시선 둘, 시선 하나 (What If...)) | Seo Ji-eum                                              | The Underdogs, Patrick "J. Que" Smith, Dewain Whitmore, Adonis Shropshire | 4:18 |
| 4.              | "My Answer" (wyk. Baekhyun, D.O., Suho)                                       | Lee Joo-hyung                                           | Lee Joo-hyung                                                             | 3:33 |
| 5.              | "Exodus"                                                                      | Jo Yoon-kyung                                           | Albi Albertsson, Yuka Otsuki, Fabian Strangl                              | 3:19 |
| 6.              | "El Dorado"                                                                   | Seo Ji-eum, Lee Yoo-jin                                 | Lim Kwang-wook, Mage, Chase                                               | 3:59 |
| 7.              | "Playboy"                                                                     | Jonghyun                                                | Jonghyun, Wefreaky                                                        | 3:32 |
| 8.              | "Hurt"                                                                        | Seo-jung                                                | Albi Albertsson                                                           | 3:39 |
| 9.              | "Yuseong-u (Lady Luck)" (kor. 유성우 (Lady Luck))                             | Jo Yoon-kyung                                           | Command Freaks, Andreas Stone Johansson                                   | 3:33 |
| 10.             | "Beautiful"                                                                   | Lee Chae-yoon (Jam Factory)                             | Teddy Riley, DOM, Richard Garcia, Dantae Johnson, Labyron Walton          | 4:03 |
| CD (wer. chiń.) |                                                                               |                                                         |                                                                           |      |
| Nr              | Tytuł                                                                         | Słowa                                                   | Kompozycja                                                                | Czas |
| 1.              | "Call Me Baby (Jiào Wǒ)" (chiń. 叫我)                                         | 代岳东                                                  | Teddy Riley, DOM, Lee Hyun-seung, J.SOL, Dantae Johnson                   | 3:31 |
| 2.              | "Transformer (Biànxíng Nǚ)" (chiń. 变形女)                                    | T-Crash                                                 | Kenzie, Jonathan Yip, Jeremy Reeves, Ray Romulus, Ray McCullough          | 3:47 |
| 3.              | "Liǎnggè Shìxiàn, Yígè Shìxiàn (What If...)" (chiń. 两个视线, 一个视线)       | 黄贞颖 Annakid                                          | The Underdogs, Patrick "J. Que" Smith, Dewain Whitmore, Adonis Shropshire | 4:18 |
| 4.              | "My Answer (Wǒ de Dá'àn)" (chiń. 我的答案)                                    | 代岳东                                                  | Lee Joo-hyung                                                             | 3:33 |
| 5.              | "Exodus (Táotuō)" (chiń. 逃脱)                                                | 周炜杰                                                  | Albi Albertsson, Yuka Otsuki, Fabian Strangl                              | 3:19 |
| 6.              | "El Dorado (Huángjīnguó)" (chiń. 黄金国)                                      | 王雅君 (Wang Ya Jun)                                    | Lim Kwang-wook, Mage, Chase                                               | 3:59 |
| 7.              | "Playboy (Huài Nánhái)" (chiń. 坏男孩)                                        | 王雅君                                                  | Jonghyun, Wefreaky                                                        | 3:32 |
| 8.              | "Hurt (Shānghài)" (chiń. 伤害)                                                | 周炜杰                                                  | Albi Albertsson                                                           | 3:39 |
| 9.              | "Liúxīngyǔ (Lady Luck)" (chiń. 流星雨)                                        | 黄贞颖 Annakid                                          | Command Freaks, Andreas Stone Johansson                                   | 3:33 |
| 10.             | "Beautiful (Měi)" (chiń. 美)                                                  | 周禹成                                                  | Teddy Riley, DOM, Richard Garcia, Dantae Johnson, Labyron Walton          | 4:03 |

### Love Me Right
| CD (wer. kor.)  |                                                                               |                                                         | |      |
| Nr              | Tytuł                                                                         | Słowa                                                   | Kompozycja | Czas |
| 1.              | "Love Me Right"                                                               | Oh Yoo-won (Jam Factory), Kim Dong-hyun                 | Denzil "DR" Remedios, Nermin Harambasic, Courtney Woolsey, Peter Tambakis, Ryan S. Jhun, Jarah Lafayette Gibson | 3:25 |
| 2.              | "Tender Love"                                                                 | Gaeko                                                   | Gaeko, Lim Kwang-wook, Ryan Kim, Mistazo, Dauri, Chase                                                          | 3:36 |
| 3.              | "Call Me Baby"                                                                | Jo Yoon-kyung, January 8th (Jam Factory), Kim Dong-hyun | Teddy Riley, DOM, Lee Hyun-seung, J.SOL, Dantae Johnson                                                         | 3:31 |
| 4.              | "Transformer"                                                                 | Kenzie                                                  | Kenzie, Jonathan Yip, Jeremy Reeves, Ray Romulus, Ray McCullough                                                | 3:47 |
| 5.              | "Siseon Dul, Siseon Hana (What If...)" (kor. 시선 둘, 시선 하나 (What If...)) | Seo Ji-eum                                              | The Underdogs, Patrick "J. Que" Smith, Dewain Whitmore, Adonis Shropshire                                       | 4:18 |
| 6.              | "My Answer" (wykonanie: Baekhyun, D.O., Suho)                                 | Lee Joo-hyung                                           | Lee Joo-hyung                                                                                                   | 3:33 |
| 7.              | "Exodus"                                                                      | Jo Yoon-kyung                                           | Albi Albertsson, Yuka Otsuki, Fabian Strangl                                                                    | 3:19 |
| 8.              | "El Dorado"                                                                   | Seo Ji-eum, Lee Yoo-jin                                 | Lim Kwang-wook, Mage, Chase                                                                                     | 3:59 |
| 9.              | "Playboy"                                                                     | Jonghyun                                                | Jonghyun, Wefreaky                                                                                              | 3:32 |
| 10.             | "First Love"                                                                  | Iseuran                                                 | Cedric "Dabenchwarma" Smith, Keynon Moore, Henry Hill, Ahmad Russell, Catherine Ahn, Danny Jones, Zev Perilman  | 4:02 |
| 11.             | "Hurt"                                                                        | Seo-jung                                                | Albi Albertsson                                                                                                 | 3:39 |
| 12.             | "Yuseong-u (Lady Luck)" (kor. 유성우 (Lady Luck))                             | Jo Yoon-kyung                                           | Command Freaks, Andreas Stone Johansson                                                                         | 3:33 |
| 13.             | "Beautiful"                                                                   | Lee Chae-yoon (Jam Factory)                             | Teddy Riley, DOM, Richard Garcia, Dantae Johnson, Labyron Walton                                                | 4:03 |
| 14.             | "Yaksok (EXO 2014)" (kor. 약속 (EXO 2014))                                    | Kim Jong-dae, Chanyeol, Lay                             | Lay, Deez | 4:46 |
| CD (wer. chiń.) |                                                                               |                                                         | |      |
| Nr              | Tytuł                                                                         | Słowa                                                   | Kompozycja | Czas |
| 1.              | "Love Me Right (Mànyóu Yǔzhòu)" (chiń. 漫遊宇宙)                              | Oh Yoo-won (Jam Factory), Kim Dong-hyun, Im Heun Yup    | Denzil "DR" Remedios, Nermin Harambasic, Courtney Woolsey, Peter Tambakis, Ryan S. Jhun, Jarah Lafayette Gibson | 3:25 |
| 2.              | "Tender Love (Jiùshì Ài)" (chiń. 就是愛)                                      | Gaeko, 王雅君 (Wang Ya Jun)                             | Gaeko, Lim Kwang-wook, Ryan Kim, Mistazo, Dauri, Chase                                                          | 3:36 |
| 3.              | "Call Me Baby (Jiào Wǒ)" (chiń. 叫我)                                         | 代岳东                                                  | Teddy Riley, DOM, Lee Hyun-seung, J.SOL, Dantae Johnson                                                         | 3:31 |
| 4.              | "Transformer (Biànxíng Nǚ)" (chiń. 变形女)                                    | T-Crash                                                 | Kenzie, Jonathan Yip, Jeremy Reeves, Ray Romulus, Ray McCullough                                                | 3:47 |
| 5.              | "Liǎnggè Shìxiàn, Yígè Shìxiàn (What If...)" (chiń. 两个视线, 一个视线)       | 黄贞颖 Annakid                                          | The Underdogs, Patrick "J. Que" Smith, Dewain Whitmore, Adonis Shropshire                                       | 4:18 |
| 6.              | "My Answer (Wǒ de Dá'àn)" (chiń. 我的答案)                                    | 代岳东                                                  | Lee Joo-hyung                                                                                                   | 3:33 |
| 7.              | "Exodus (Táotuō)" (chiń. 逃脱)                                                | 周炜杰                                                  | Albi Albertsson, Yuka Otsuki, Fabian Strangl                                                                    | 3:19 |
| 8.              | "El Dorado (Huángjīnguó)" (chiń. 黄金国)                                      | 王雅君 (Wang Ya Jun)                                    | Lim Kwang-wook, Mage, Chase                                                                                     | 3:59 |
| 9.              | "Playboy (Huài Nánhái)" (chiń. 坏男孩)                                        | 王雅君                                                  | Jonghyun, Wefreaky                                                                                              | 3:32 |
| 10.             | "First Love (初戀)" (chiń. 初戀)                                              | Iseuran, Joo Woo-sung                                   | Cedric "Dabenchwarma" Smith, Keynon Moore, Henry Hill, Ahmad Russell, Catherine Ahn, Danny Jones, Zev Perilman  | 4:02 |
| 11.             | "Hurt (Shānghài)" (chiń. 伤害)                                                | 周炜杰                                                  | Albi Albertsson                                                                                                 | 3:39 |
| 12.             | "Liúxīngyǔ (Lady Luck)" (chiń. 流星雨)                                        | 黄贞颖 Annakid                                          | Command Freaks, Andreas Stone Johansson                                                                         | 3:33 |
| 13.             | "Beautiful (Měi)" (chiń. 美)                                                  | 周禹成                                                  | Teddy Riley, DOM, Richard Garcia, Dantae Johnson, Labyron Walton                                                | 4:03 |
| 14.             | "Yuēdìng (EXO 2014)" (chiń. 約定)                                             | Kim Jong-dae, Lay                                       | Lay, Deez | 4:46 |

## Notowania
| Lista                                 | Najwyższa pozycja | Najwyższa pozycja | Najwyższa pozycja    | Najwyższa pozycja     |
| Lista                                 | Exodus (kor.)     | Exodus (chin.)    | Love Me Right (kor.) | Love Me Right (chin.) |
| ------------------------------------- | ----------------- | ----------------- | -------------------- | --------------------- |
| South Korean Gaon Weekly Albums Chart | 1                 | 2                 | 1                    | 2                     |
| Gaon Monthly Albums Chart             | 1                 | 2                 | 1                    | 2                     |
| Gaon Yearly Albums Chart (2015)       | 1                 | 4                 | 3                    | 11                    |
| Oricon Weekly Albums Chart            | 4                 | 7                 | 9                    | 14                    |
| Oricon Monthly Albums Chart           | 23                | 46                | —                    | —                     |

Notowanie łączne
| Lista                                 | Najwyższa pozycja | Najwyższa pozycja |
| Lista                                 | Exodus            | Love Me Right     |
| ------------------------------------- | ----------------- | ----------------- |
| US Billboard 200                      | 95                | —                 |
| US Billboard Independent Albums Chart | 15                | —                 |
| US Billboard Top Album Sales Chart    | 70                | —                 |
| US Billboard World Albums Chart       | 1                 | 2                 |